# FCRL4
البروتين الشبيهة بمستقبل Fc-4 (بالإنجليزية: Fc receptor-like protein 4)‏ ومختصره (FCRL4) هو بروتين موجود عند الإنسان ومشفر بالمورثة FCRL4.
البروتين FCRL4 هو مستقبل مثبط موجود على خلية الذاكرة البائية الموجودة في الأنسجة الطلائية.